# Трети стрелкови Фински лейбгвардейски батальон
Трети стрелкови Фински лейбгвардейски батальон (на руски: 3-й стрелковый Финский лейб-гвардии батальон) (на фински: Henkikaartin 3. Suomen Tarkk’ampujapataljoona), наричан Финландска гвардия, е батальон в състава на Руската императорска армия, съставен от етнически финландци.

## История
Създаден е на 7 март 1818 г. в град Парола като учебен батальон, а малко по-късно е прехвърлен в Хелзинки. Проявява се при потушаването на Полското въстание (1830 – 1831) и в Руско-турската война (1877 – 1878). Закрит е при ликвидирането на обособените финландски въоръжени сили в Руската императорска армия през 1905 г.
Символичен продължител на традициите на лейбгвардейския батальон е днешният финландски Гвардейски егерски полк.
В рамките на ограничените финландски въоръжени сили, които имат основно местни функции, Трети стрелкови батальон има представителни функции, както и участие във военни действия съвместно с основните въоръжени сили на Руската империя. През март 1831 г. е изпратен в Полша и в продължение на няколко месеца участва в потушаването на Полско въстание (1830 – 1831).
Планирано е участието на батальона в руската интервенция срещу Унгарската революция (1848 – 1849), но не влиза в активни бойни действия. Остава за няколко месеца в резерв при град Брест-Литовск.
По време на Кримската война (1853 – 1856) е използван като спомагателна част на руска и полска територия, като за известно време охранява Павловския императорския дворец.
Най-значителната военна кампания, в която участва батальонът, е Руско-турската война (1877 – 1878). Заповедта за изпращането му на Балканския фронт е издадена на 3 август 1877 г. и през следващите седмици той е окомплектован до около 900 офицери и войници, от които 200 войници са доброволци. Под командването на полковник Георг Едвард Рамзай заминава от Хелзинки на 6 септември, прехвърлен е с влакове до град Фратещи в Румъния и продължава на пешин ход до позицията си в Йени Бъркач при Плевен.
На 24 октомври Финският батальон участва в първото си и най-голямо сражение по време на войната битката при Горни Дъбник. Рано сутринта той пресича река Вит, след което две от ротите му участват в настъплението от север, а другите две роти се включват в основната атака от изток по-късно през деня. 24 души от батальона, сред които шестима офицери, са убити, а 94 души са ранени, като сред тях е и командирът полковник Георг Едвард Рамзай.
След битката при Горни Дъбник Финският батальон прекарва няколко седмици край Плевен, след което се придвижва на югозапад и в края на ноември участва в битката при Правец. След превземането на Орхание батальонът остава за няколко седмици край село Врачеш. На 25 – 28 декември, зле снабден с храни и още с летните си униформи, той преминава при тежки зимни условия прохода Арабаконак, а на 31 декември участва в престрелки при селата Долно Камарци и Саранци по време на битката при Ташкесен. На 3 януари 1878 г. участва в превземането на моста над Искър при Враждебна, както и в гасенето на подпаленото село от отстъпващите османски части. На следващия ден влиза с руските войски в София.
На 9 януари Финският лейбгвайрдейски батальон напуска София, придвижвайки се през Ихтиман към Пловдив, където участва в превземането на града. Остава в Пловдив до 21 януари, след което е прехвърлен в Одрин, където пристига на 28 януари, няколко дни преди сключването на примирието, а на 24 февруари батальонът пристига при Сан Стефано край Константинопол. По време на цялата кампания батальона е тежко засегнат от инфекциозни заболявания, най-вече тиф, които довеждат до около 150 починали, повече от загиналите при бойните действия около 40 души.
На 23 април 1878 година Финският батальон напуска Сан Стефано с руски кораб и е прехвърлен в Одеса, откъдето с влак заминава за Хелзинки през Санкт Петербург. Тържествено е посрещнат в Хелзинки с многохилядни манифестации на 10 май 1878 година.